# Grand Prix Formule 1 van België 1960
De Grand Prix Formule 1 van België 1960 werd gehouden op 19 juni op het circuit van Spa-Francorchamps in Stavelot. Het was de vijfde race van het seizoen.

## Uitslag
| Pos. | Nr. | Coureur            | Constructeur  | Rondes | Tijd / Oorzaak uitval | Grid | Punten |
| ---- | --- | ------------------ | ------------- | ------ | --------------------- | ---- | ------ |
| 1    | 2   | Jack Brabham       | Cooper-Climax | 36     | 2:21:37.3             | 1    | 8S     |
| 2    | 4   | Bruce McLaren      | Cooper-Climax | 36     | + 1:03.3              | 14   | 6      |
| 3    | 34  | Olivier Gendebien  | Cooper-Climax | 35     | + 1 Ronde             | 5    | 4      |
| 4    | 24  | Phil Hill          | Ferrari       | 35     | + 1 Ronde             | 4    | 3S     |
| 5    | 18  | Jim Clark          | Lotus-Climax  | 34     | + 2 Rondes            | 10   | 2      |
| 6    | 32  | Lucien Bianchi     | Cooper-Climax | 28     | + 8 Rondes            | 15   | 1      |
| DNF  | 10  | Graham Hill        | BRM           | 35     | Motor                 | 6    |        |
| DNF  | 16  | Alan Stacey        | Lotus-Climax  | 24     | Dodelijk ongeluk      | 17   |        |
| DNF  | 22  | Willy Mairesse     | Ferrari       | 23     | Transmissie           | 13   |        |
| DNF  | 26  | Wolfgang von Trips | Ferrari       | 22     | Transmissie           | 11   |        |
| DNF  | 36  | Chris Bristow      | Cooper-Climax | 19     | Dodelijk ongeluk      | 9    |        |
| DNF  | 30  | Chuck Daigh        | Scarab        | 16     | Motor                 | 18   |        |
| DNF  | 6   | Jo Bonnier         | BRM           | 14     | Motor                 | 7    |        |
| DNF  | 14  | Innes Ireland      | Lotus-Climax  | 13     | Ongeluk               | 8    | S      |
| DNF  | 8   | Dan Gurney         | BRM           | 4      | Motor                 | 12   |        |
| DNF  | 38  | Tony Brooks        | Cooper-Climax | 2      | Versnellingsbak       | 2    |        |
| DNF  | 28  | Lance Reventlow    | Scarab        | 1      | Motor                 | 16   |        |
| DNS  | 12  | Stirling Moss      | Lotus-Climax  | 0      | Ongeluk               | 3    |        |
| DNS  | 20  | Mike Taylor        | Lotus-Climax  | 0      | Ongeluk               | 19   |        |

## Noot
- Dit was het debuut voor de Belgische coureur Willy Mairesse.
- Dit was de vijfentwintigste Grand Prix-start voor een Zweedse coureur.
- Eerste snelste ronde voor Innes Ireland.
- Eerste podiumplaats voor Olivier Gendebien en vijfde podiumplaats voor Bruce McLaren en voor een Nieuw-Zeelandse coureur.
- Eerste Grand Slam voor Jack Brabham en voor een Australische coureur.

1925 · 1930 · 1931 · 1933 · 1934 · 1935 · 1937 · 1939 · 1947 · 1949 · 1950 · 1951 · 1952 · 1953 · 1954 · 1955 · 1956 · 1958 · 1960 · 1961 · 1962 · 1963 · 1964 · 1965 · 1966 · 1967 · 1968 · 1970 · 1972 · 1973 · 1974 · 1975 · 1976 · 1977 · 1978 · 1979 · 1980 · 1981 · 1982 · 1983 · 1984 · 1985 · 1986 · 1987 · 1988 · 1989 · 1990 · 1991 · 1992 · 1993 · 1994 · 1995 · 1996 · 1997 · 1998 · 1999 · 2000 · 2001 · 2002 · 2004 · 2005 · 2007 · 2008 · 2009 · 2010 · 2011 · 2012 · 2013 · 2014 · 2015 · 2016 · 2017 · 2018 · 2019 · 2020 · 2021 · 2022 · 2023 · 2024 · 2025 · 2026 · 2027 · 2029 · 2031